# Jean-François de Sart
Jean-François de Sart (Waremme, Bélgica, 18 de diciembre de 1961) es un exfutbolista y entrenador belga. Se desempeñaba en posición de defensa.

## Selección nacional
Fue internacional con la Selección de fútbol de Bélgica en tres ocasiones en el año 1989.

## Clubes
| Club       | País    | Año         |
| ---------- | ------- | ----------- |
| RFC Lieja  | Bélgica | 1979 - 1991 |
| Anderlecht | Bélgica | 1991 - 1993 |
| RFC Lieja  | Bélgica | 1993 - 1995 |

### Entrenador
| Club                                  | País    | Año    |
| ------------------------------------- | ------- | ------ |
| Selección de fútbol sub-21 de Bélgica | Bélgica | 1999 - |

## Palmarés

### Campeonatos nacionales
| Título                 | Club       | País    | Año     |
| ---------------------- | ---------- | ------- | ------- |
| Primera división belga | Anderlecht | Bélgica | 1992/93 |
| Copa de Bélgica        | RFC Lieja  | Bélgica | 1989/90 |
| Supercopa de Bélgica   | Anderlecht | Bélgica | 1993    |